# EMG, Inc.
EMG, Inc. — американський виробник гітарних звукознімачів та ефектів-еквалайзерів. Базується у Санта-Розі, штат Каліфорнія.
Компанія була заснована в 1976 році Робом Тернером в Лонг-Біч, штат Каліфорнія. У 1981 році активні звукознімачі EMG стали стандартним обладнанням на бас-гітарах і електрогітарах Штайнбергера. У1983 р.назва компанії була змінена на EMG, Inc. («EMG» означає «ЕлектроМагнітний генератор»).
Звукознімачі виробництва EMG використовують головним чином виконавці хард-року та металу такі як Metallica, Slayer, Zakk Wylde, Sepultura, Judas Priest, Exodus, Emperor, Cannibal Corpse, Children of Bodom, Angel Angel, Cryptopsy, Malevolent Creation та Primus, але також і виконавцями інших напрямів — Прінс, Вінс Гілл, Кайл Сокол, Стів Вінвуд, Стів Лукатер та Девід Гілмор.